# 147P/Kushida-Muramatsu
147P/Kushida-Muramatsu – kometa krótkookresowa, należąca do grupy komet typu Enckego. 

## Odkrycie
Kometa została odkryta 8 grudnia 1993 roku w Yatsugatake South Base Observatory w Japonii przez Yoshio Kushidę i Osamu Muramatsu.

## Orbita komety
Orbita komety 147P/Kushida-Muramatsu mieści się w pasie głównym planetoid. Jej peryhelium znajduje się w odległości 2,76 j.a., aphelium zaś 4,86 j.a. od Słońca. Jej okres obiegu wokół Słońca wynosi 7,43 roku, nachylenie do ekliptyki to wartość 2,37˚.
Z obliczeń wykonanych przez zespół dr. Katsuhito Ohtsuki wynika, że kometa 147P/Kushida-Muramatsu w latach 1949–1962 była tymczasowym satelitą Jowisza, wykonując wokół niego dwa pełne okrążenia. Jest więc jedną z zaledwie pięciu komet przechwyconych przez największą z planet, a czas jej krążenia wokół niej jest trzecim najdłuższym. Komety tego typu określa się mianem quasi-Hilda od rodziny planetoidy Hilda, której członkowie znajdują się na nietypowych orbitach wskutek oddziaływania Jowisza.
Obserwowano zbliżenia komety 147P/Kushida-Muramatsu do Słońca w latach 1993, 2000 i 2009. Kolejne zbliżenie nastąpiło w lutym 2016 roku, a kometa znalazła się w odległości 2,69 j.a. od Ziemi.